# فرودگاه فیکفیک
فرودگاه فیکفیک (به انگلیسی: Fakfak Airport) (به زبان بومی: Bandar Udara Fakfak) یک فرودگاه همگانی با کد یاتا FKQ است که یک باند فرود آسفالت دارد و طول باند آن ۱۰۴۱ متر است. این فرودگاه در کشور اندونزی قرار دارد و در ارتفاع ۱۴۱ متری از سطح دریا واقع شده‌است.

## شرکت‌های هواپیمایی و مقصدهای پروازی
| شرکت‌های هواپیمایی | مقصدهای پروازی                           |
| ----------------- | ---------------------------------------- |
| اکسپرس‌ایر         | سارونگ                                   |
| وینگز ایر         | پتیمورا، کایمانا، رندانی، Nabire، سارونگ |